# ساركومة شبيهة بالظهارة
الساركومة الشبيهة بالظهارة أو الساركومة الظهارانية (بالإنجليزية: Epithelioid sarcoma)‏ هي نوع نادر من ساركومة الأنسجة الرخوة تنشأ من نسج اللحمة المتوسطة وتتميز بصفات شبيهة بالظهارة. أول من وصفها هو ف. م. إنزينغر في عام 1970. تتظاهر بشكل شائع عند الشباب في الأطراف البعيدة (الأصابع، واليدين، والساعدين، والقدمين) على شكل كتلة طرية وصغيرة أو سلسلة من التحاديب. وُصفت أيضًا نماذج قريبة (دانية)، يشيع حدوثها في الطرفين العلويين. ذُكرت حالات نادرة في الحوض، والفرج، والقضيب، والعمود الفقري.
نسيجيًا، تشكل الساركومة الشبيهة بالظهارة عقيدات ذات مركز متنخر، ومحاطة بخلايا حميدة مضلعة الشكل ذات هيولى (سايتوبلازما) يوزينية وانغزال محيطي. تعبّر الساركومة الشبيهة بالظهارة عادةً عن الفيمنتين، والكيراتين الخلوي، ومستضد الغشاء الظهاري، وسي دي 34، بينما تكون سلبية عادة لبروتين إس 100، والديسمين، وإف إل آي 1، وتكون نموذجيًا إيجابية للمستضد السرطاني 125 (سي إيه 125).
تصيب الساركومة الشبيهة بالظهارة عادة الشباب، ولكن لا توجد فئة عمرية محصنة من الإصابة بها. يميل المرض إلى التطور بشكلٍ ناكسٍ موضعيًا، ثم يشكل نقائل (انبثاث) إلى العقد اللمفية الناحية، والرئتين، والعظام، والدماغ، وأماكن أخرى، بما فيها الفروة. تملك الساركومة الشبيهة بالظهارة عمومًا معدلات نكس عالية بعد المعالجة الأولية وتميل للنكس موضعيًا (بنفس موقع الورم الأصلي أو بالقرب منه). يسيطر فيها أيضًا الانتشار اللمفاوي (في 22-48% من الحالات)، والانبثاث (في 21-63% من الحالات). يُنذر حدوث هذه الأمور، بالإضافة إلى المرحلة (التقدم) والدرجة  (العدائية)، بنتيجة أسوأ عمومًا. تكون نسبة البقيا لخمسة أعوام في الساركومة الشبيهة بالظهارة بين 25% و78%. تنخفض نسبة البقيا لمدة 10 و15 سنة بوضوح. تكون النتائج الأكثر إيجابية مرتبطةً بالأعمار الصغيرة، وعند الإناث مقارنة بالذكور، وفي المواقع البعيدة مقارنة بالقريبة، وصغر حجم الورم، والحواف السلبية بعد استئصال الورم.

## العلامات والأعراض
تعد الساركومة الشبيهة بالظهارة عمومًا ورمًا بطيء النمو وغير مؤلم نسبيًا، ولذلك تكون الفترة طويلة غالبًا بين التظاهر والتشخيص، فغالبًا ما تُشخص خطأً على أنها كيسة أو ثؤلول مستمر بسبب هذا الغموض. تتظاهر غالبًا في الأطراف البعيدة (الأصابع، أو اليدين، أو الساعدين، أو القدمين) ككتلة صغيرة وطرية أو سلسلة من التحاديب. تُوصف غالبًا على أنها كتلة مجسوسة صلبة إلى قاسية، سواء في الأنسجة الرخوة العميقة أو في الأدمة. تتقرح الآفة السطحية عادة في ما بعد متسببة بتشخيص خاطئ على أنها جرح رضي سيئ الاندمال أو ثؤلول. يتظاهر نحو 13% من المرضى بأورام متعددة البؤر، ويتظاهر نحو 13% من المرضى بداء نقائلي (انبثاثي).

## علم الوراثة
الطفرة الجينية الأكثر شيوعًا (وُجدت عند 80-90% من حالات الساركومة الشبيهة بالظهارة) هي تعطيل الجين SMARCB1، أو فقدان وظيفة INI-1، والتي يُعتقد أنها المساهم الأساسي في تقدم المرض. يوجد في الساركومة الشبيهة بالظهارة عادةً طفرات في الصبغي 22q11.2 أو حذف فيه وكسب في 8q، وخاصة في i(8) (>q10)، ولوحظ أيضًا زيغ في 18q و8q، وكسب متكرر في 11q13.
يقع جين SMARCB1 (الذي يُسمى أيضًا BAF47، أو INI1، أو hSNF5) على الصبغي 22q11.2، ويرمز غشاء معقد الكروماتين المعاد نمذجته SWI/SNF. يُعد فقدان وظيفة SMARCB1 أكثر طفرة جينية شائعة مشاهدة في الساركومة الشبيهة بالظهارة، ومن المحتمل أن يكون الخلل الوظيفي هذا هو المحرك الرئيسي لتقدم المرض. SMARCB1 هو وحيدة بروتينية فرعية من 15 وحيدة للمعقد SWI/SNF (أو BAF) تشارك في تنظيم بنية الجسيم النووي لمجموعنا الوراثي (المجين أو الجينوم). تبين أنه جين فعال كابح للورم، أي أن دوره الأساسي هو ضبط الانقسام الخلوي أو حتى إيقافه في الظروف الملائمة (أي عنند وجود إشارات تضاعف زائدة). نظرًا إلى تعطل الجين الكابح للورم في الساركومة الشبيهة بالظهارة، يمكن للانقسام الخلوي أن يفشل في التوقف المناسب، ما يتسبب بنمو خلوي غير منظم وتشكيل الأورام السرطانية. يطور العديد من الفرق البحثية تقنيات لاستعادة هذه الخسارة في الخاصية الوظيفية الجينية للساركومة الشبيهة بالظهارة.

## علم الأحياء الجزيئي

### عامل النمو البطاني الوعائي
يكون عامل النمو البطاني الوعائي (في إي جي إف) زائد التعبير في الساركومة الشبيهة بالظهارة. وهو سبيل بالغ الأهمية في توليد الأوعية، العملية التي تستخدمها الخلايا السرطانية لتشكيل أوعية دموية جديدة، تؤمن العناصر الضرورية لبقاء الورم. أظهرت العوامل المضادة لـ«في إي جي إف» مثل بازوبانيب وعودًا في العديد من الكارسينومات وساركومات النسج الرخوة المختلفة. في إحدى دراسات الحالة، أظهر مريض مصاب بالساركومة الشبيهة بالظهارة الفرجية النقائلية المتقدمة حلًا جزئيًا للنقائل الرئوية والجنبية عندما أُعطي البازوبانيب، في حين فشلت جميع العلاجات الأخرى.

### تحول اللحمة المتوسطة إلى ظهارة
يُعد تحول اللحمة المتوسطة إلى ظهارة (إم إي تي) سبيلًا حيويًا آخر في تطور الساركومة الشبيهة بالظهارة وتقدمها. c-MAT هو جين ورمي مرتبط بإنزيم تايروسين كاينيز، ينخرط سبيله في إصدار إشارات في خباثات متنوعة، بما فيها سرطانات عديدة.

## التشخيص
تعد الخزعة النسيجية الوسيلة التشخيصية المختارة. نظرًا إلى المعدل العالي لإصابة العقد اللمفاوية، تُجرى عادة خزعة للعقدة اللمفاوية الخافرة (الحارسة). من الخصائص الشائعة للساركومة الشبيهة بالظهارة (المشاهدة عند 80% من الحالات) فقدان وظيفة جين SMARCB1 (المسمى أيضًا BAF47، أو INI1، أو hSNF5).
يكون التلوين الكيميائي النسيجي المناعي لـ INI1 متاحًا، ويمكن استخدامه لتشخيص الساركومة الشبيهة بالظهارة. يُعد التصوير بالرنين المغناطيسي الوسيلة التشخيصية المختارة للتصوير قبل للخزعة والتشخيص التشريحي المرضي (الباثولوجي)، وله دور رئيسي في تحديد الحدود الجراحية.

### التصنيف المرحلي
يهتم التصنيف المرحلي الساركومة الشبيهة بالظهارة بحجم الورم البدئي وموقعه، والعقد اللمفية المصابة، ووجود النقائل وموقعها، والدرجة النسيجية (مقياس لعدائية المرض).

## العلاج
يبقى الاستئصال الجراحي للورم مع حواف واسعة الوسيلة العلاجية المفضلة، وقد أبدى نجاحًا كبيرًا في مواجهة المرض. مؤخرًا، استُكشفت الجراحة الإنقاذية للطرف وأبدت نجاحًا متوسطًا.
يُعد العلاج الكيميائي أو العلاج بالأشعة معيار العناية في حالات المرض المتقدمة، أو المعاودة، أو النقائلية، أو في حالات تعذر إجراء الجراحة، على الرغم من انخفاض معدلات نجاحها بالمجمل.

## الإنذار
يبلغ معدل البقيا مدة خمس سنوات عند مرضى الساركومة الشبيهة بالظهارة ما يقارب 50-70%، ويبلغ معدل البقيا مدة عشر سنوات 42-55%. تميل النتائج لأن تكون أفضل قليلًا عند الأطفال المصابين بالساركومة الشبيهة بالظهارة مقارنة بالبالغين، إذ تصل نسبة البقيا عندهم لخمس سنوات 65%. يُظهر الأطفال المرضى عادةً انتشارًا لمفاويًا ونقائل أقل. بالإضافة إلى مرحلة الورم ودرجته، والجنس، والموقع، والعمر عند التشخيص، أظهر حجم الورم والتشريح المرضي المجهري تأثيرًا في الإنذار. تترافق الدرجة والمرحلة المتقدمتان عادة بنتائج أسوأ. تميل النتائج لأن تكون أفضل عند النساء من الرجال، وتبدي الحالات القريبة نتائج أسوأ من البعيدة، ويرتبط العمر الأصغر بنتائج أكثر إيجابية. ترتبط الأورام التي تتجاوز أبعادها 2 سم مع نخر وغزو وعائي بنتائج أسوأ عادةً. المعيار الذهبي للعلاج الكيميائي هو المزج بين دوكسوروبيسين وإيفوسفامايد. على أي حال، تقترح دراسات حديثة أن إضافة إيفوسفامايد إلى الدوكسوروبيسين لا يؤدي بالضرورة إلى زيادة في مجمل البقيا. يُعطى عادةً إيتوبوسيد، وفينكريستين، وداكتينومايسين، وسيكلوفوسفاميد، وتُختبر حاليًا علاجات أحدث، مثل جيمسيتابين وبازوبانيب، في التجارب السريرية.
يُعد العلاج بالأشعة خيارًا عندما يكون الورم غير قابل للاستئصال أو عند عدم القدرة على أخذ حواف جراحية واسعة. لم يُبدِ العلاج بالأشعة المترافق مع العلاج الكيميائي إلى الآن سوى تحسن صغير في معدلات الاستجابة. أعطت تجارب تطبيق المعالجة القريبة نتائج إيجابية (وهي معالجة إشعاعية داخلية توصل جرعات إشعاعية عالية مباشرة إلى الورم، ويُعتقد أن تأثيراتها الجانبية طويلة الأمد أقل).